# La Cache
La Cache is een Zwitsers-Luxemburgs-Franse komische dramafilm uit 2025, geregisseerd en mede geschreven door Lionel Baier. De film is gebaseerd op de gelijknamige roman (Nederlands: De schuilplaats) van Christophe Boltanski uit 2015. 

## Verhaal
Tijdens de Parijse studentenrevolte in mei 1968 is de negenjarige jongen Christophe verheugd om meer tijd door te brengen met zijn grootouders in hun geliefde appartement. Zijn artistieke en intellectuele ooms en zijn temperamentvolle overgrootmoeder uit Odessa zijn ook aanwezig. Terwijl zijn ouders zich aansluiten bij de historische protesten, wordt de familie geconfronteerd met hun geschiedenis wanneer een beroemde gast onderdak zoekt in hun huis.

## Rolverdeling
| Acteur             | Personage            |
| ------------------ | -------------------- |
| Dominique Reymond  | grootmoeder          |
| Michel Blanc       | grootvader           |
| William Lebghil    | grote oom            |
| Aurélien Gabrielli | kleine oom           |
| Liliane Rovère     | Hinterland           |
| Ethan Chimienti    | de jongen            |
| Adrien Barazzone   | vader van de jongen  |
| Larisa Faber       | moeder van de jongen |

## Productie
La Cache wordt geproduceerd door Bande à Part Films, Red Lion, Les Films du Poisson, RTS - Radio Télévision Suisse en SRG SSR en wordt gedistribueerd door Pathé Films en Les Films du Losange. Het was de laatste film van de Franse acteur Michel Blanc die op 3 oktober 2024 overleed.

## Release
La Cache ging op 20 februari 2025 in première op het Internationaal filmfestival van Berlijn in de competitie voor de Gouden Beer.

## Prijzen en nominaties
De belangrijkste:
| Jaar | Prijs                                   | Categorie   | Genomineerde(n) | Uitslag     |
| ---- | --------------------------------------- | ----------- | --------------- | ----------- |
| 2025 | Internationaal filmfestival van Berlijn | Gouden Beer | Lionel Baier    | Genomineerd |